# University of Nebraska
University of Nebraska este una dintre cele doua universități publice din statul Nebraska, Statele Unite ale Americii.  Universitatea are patru sedii separate și o școală technică: 
- University of Nebraska–Lincoln
- University of Nebraska at Omaha
- University of Nebraska at Kearney
- University of Nebraska Medical Center (din Omaha)
- Nebraska College of Technical Agriculture (din Curtis)

Două dintre locațiile sale, cele din Lincon și Omaha, fac parte dintr-un parteneriat care a dat ca rezultat Peter Kiewit Institute.

## Istorie
University of Nebraska a fost înfiindțată în 1869 în Lincoln, Nebraska.  În primii 99 de ani, universitatea s-a aflat într-o singur campus universitar, cel din Lincon. În 1902, Omaha Medical College a fost anexat în cadrul universității.  Forma actuală de guvernare provide din 1968, atunci când a adăugat campusurile universitare din Omaha. University of Nebraska at Kearney a devenit cel de-al patrulea campus al University of Nebraska în 1991.

## Conducere
Decanul universității este avocatul James B. Milliken, care a obținut funcția de la predecesorul său L. Dennis Smith în 2004. Membrii Consiliului de administrație al școlii sunt: 
- Charles Wilson: reprezentând sectorul 1 din Lincon
- Howard Hawks: reprezentând sectorul 2 din Omaha
- Charles Hassebrook: reprezentând sectorul 3 din nord estul statului Nebraska
- Drew Miller: reprezentând sectorul 4 din Omaha
- Jim McClurg: reprezentând sectorul 5 din sud estul statului Nebraska, inclusiv o parte din orașul Lincon
- Kent Schroeder: reprezentând sectorul 6 din centrul statului Nebraska,
- Bob Phares: reprezentând sectorul 7 din vestul statului Nebraska
- Randolph Ferlic: reprezentând sectorul 8 orașul Omaha
- Amber Lewis: reprezentând studenții din campusul universitar Kearney
- David Solheim: reprezentând studenții din campusul universitar Lincoln.
- Jonathan Henning: reprezentând studenții din Nebraska Medical Center
- Alex Williams: reprezentând studenții din campusul universitar Omaha